# Tang Yizong
Tang Yizong (chinois : 唐懿宗 ; pinyin : táng yìzōng, 28 décembre 833 –15 août 873) est un empereur chinois taoïste de la dynastie Tang. Son nom de naissance est Li Cui (李漼). Il règne de 859 à 873. C'est le fils de Xuanzong.
À partir des années 860, le fragile équilibre qui avait permis le rétablissement de l'empire Tang s'effrita irrémédiablement. La vieille aristocratie qui avait occupé les postes principaux des empires chinois depuis la période de division et durant la première partie de la dynastie avait laissé la place à de nouvelles figures, les gouverneurs militaires provinciaux, les commissaires administrant les monopoles financiers et les eunuques à la cour.
Une grande expédition fut lancée en 865-867 contre le Nanzhao au sud-ouest, la dernière que put entreprendre le pouvoir Tang, mais elle échoua et fut suivie par une contre-offensive conclue par la perte de Chengdu, qui dura quelques années.
La chute définitive s'amorça à partir de la révolte conduite par le général Pang Xun en 868 dans le Guangxi, qui s'étendit dans le bassin du Yangzi et de la Huai avant d'être difficilement réprimée. à la suite d'épisodes de crise qui frappèrent l'empire, en premier lieu dans le Nord où des famines sévirent dans les années 870.